# 小野瀬雅生
小野瀬 雅生（おのせ まさお、1962年11月14日 -）は、日本の音楽家、エッセイスト、声優。
「クレイジーケンバンド」のギター担当であり、バンド「小野瀬雅生ショウ」のリーダーである。
ヒゲ、ウェーブのかかった黒髪、黒マントにシルクハット姿がトレードマーク。通称「のっさん」。

## プロフィール
神奈川県横浜市菊名で生まれ、父の仕事の関係で横浜市内を転々とする。母は新宿伊勢丹に勤めていた事があり、子供服のデザインを手掛けていた。
SF、ミステリなどの読書も好きであったが、中学時代に音楽に目覚め、ギター少年となりバンドを組む。また、生家の隣にすんでいた4歳年上の安西史孝（後のキーボーディスト、作・編曲家）から、音楽的な影響を受ける。
高校時代はドゥービー・ブラザーズのコピーバンドを結成して活動。ヤマハ主催のコンテスト「EastWest」ジュニアの部で決勝に進出した。その一方でマニアックに色々な音楽を聴いていた。なお、中小企業診断士の竹内幸次は、高校時代のギター仲間。横浜市立東高等学校卒業。神奈川大学に入学するも二年で除籍。
その後も様々なバンドに所属して音楽活動を続けるが、活動に行き詰まっていた1989年の大晦日に、現クレイジーケンバンドのドラム担当の廣石恵一に誘われ、横山剣が主宰するクレイジーケンバンドの原形にあたるバンド「ZAZOU」に参加。その後も、CK'S、クレイジーケンバンドと名前を変えたバンドに中核メンバーとして参加。ハード・ロックばりのギター等を担当する以外にも、自らの楽曲をバンドに提供している。
クレイジーケンバンド・ライブでの、小野瀬の楽曲を披露するコーナーを、横山が「小野瀬雅生ショウ」と呼んだことから、2000年12月にソロ・アルバム「小野瀬雅生ショウ」をリリース。
そして、高橋利光（キーボード担当。クレイジーケンバンドのメンバー）、大澤逸人（ベース担当）、今村功司（ドラム担当）と、バンド「小野瀬雅生ショウ」を結成。以降、「クレイジーケンバンド」での活動と並行して、「小野瀬雅生ショウ」やソロでの、活動を続けている。後に、2005年頃よりサポートギタリストとして参加していた、須藤祐も正式メンバーとなった。
映画ファンでもあり、クレイジーケンバンドのCDを、小野瀬がファンであるアキ・カウリスマキ監督にかかさず送っていたことから、楽曲「ハワイの夜」（クレイジーケンバンド）と「Motto Wasabi」（小野瀬雅生ショウ）とがカウリスマキ映画『過去のない男』に使用された。
天丼をはじめとしたB級グルメマニア、プロ野球マニアであり、それぞれについてのコラムを執筆。雑誌「en-taxi」には、小説も発表している。
野球好きが高じて、クレイジーケンバンドのステージの演出において、横山剣がピッチャー役、小野瀬がキャッチャー役の後にギターをバットに見立てて打つ形態模写をすることがある。
その独特の声をいかして、リリー・フランキー原作のアニメ『おでんくん』では「怪盗カニコウモリ」の声優を担当したが、2013年の新作がんばれ!おでんくんでは別の声優に変わっている。
　
焼きそば好き。ソース焼きそば、あんかけ焼きそばどちらも好き。ソース焼きそばを始めて食べるより先にあんかけ焼きそばを食していたと言う。焼きそば好きが高じて『マツコの知らない世界』に焼きそばの世界、あんかけ焼きそばの世界と、二度出演して熱く語っている。

## 小野瀬雅生ショウ作品
- 小野瀬雅生ショウ 2000.12（小野瀬と高橋による、ほぼソロアルバム）
- Little High Big Now 2003.7（ここから、現メンバーによるバンド・アルバム）
- ジャム・カレット 2005.4
- Sanctuary　2006.5
- パビリオン　2006.11

## DVD（小野瀬雅生出演）
- 直伝 イカ釣り船 完全解説 2007.4

## 著書
- 小野瀬雅生のギタリスト大喰らい―炎のロック★ギタリスト大全　P-Vine Books　2008.9 ISBN 9784860202736
- 焼きそばの果てしなき旅 ワニブックス 2021.10